# Karel Abraham
Karel Abraham (Brno, 2 de janeiro de 1990) é um motociclista tcheco, piloto da MotoGP.

## Carreira
Karel Abraham correu na MotoGP de 2011 a 2015.